# Rolf Geiger
Rolf Geiger (Marbach am Neckar, Alemania nazi; 16 de octubre de 1934-29 de noviembre de 2023) fue un futbolista alemán que jugó en la posición de delantero.

## Carrera

### Club
| Periodo   | Club                       |
| --------- | -------------------------- |
| 1950–1953 | FC Marbach                 |
| 1953–1955 | FV Salamander Kornwestheim |
| 1955–1957 | Stuttgarter Kickers        |
| 1957–1962 | VfB Stuttgart              |
| 1962–1963 | AC Mantova                 |
| 1963–1967 | VfB Stuttgart              |

### Selección nacional
Jugó para Alemania Federal en 10 ocasiones de 1956 a 1964 y anotó dos goles; participó en los Juegos Olímpicos de Melbourne 1956. También jugó en una ocasión con la selección sub-23 en una ocasión en 1956.

## Logros
- Copa de Alemania (1): 1957/58